# توماس جي. تورنر
توماس جي. تورنر (بالإنجليزية: Thomas G. Turner) هو سياسي أمريكي، ولد في 24 أكتوبر 1810 في وارين في الولايات المتحدة، وتوفي بنفس المكان في 3 يناير 1875. حزبياً، نشط في الحزب الجمهوري. وقد انتخب حاكم رود آيلاند ‏ (31 مايو 1859 – 29 مايو 1860).